# سانام القابضة
شركة سنام القابضة، هي شركة قابضة مغربية تم إنشاؤها في عام 1986. وهي تعمل في مختلف المجالات بما في ذلك صناعة الأغذية، وتوزيع المعدات التقنية والتوزيع العام، السياحة، والسينما، والعقارات التجارية والمالية. والشركة يديرها مؤسسها ورئيسها سعيد ألج، وتسيطر على 65 شركة تابعة في المغرب ودوليا في كل من (بريطانيا، والصين، إسبانيا، فرنسا، موريتانيا، موناكو، بيرو، والولايات المتحدة الأمريكية).

## وصلات خارجية
- الموقع الرسمي لمجموعة أنيمير | UnimerGroup
- الموقع الرسمي لمجموعة ستوكفيس شمال أفريقيا | Stokvis
- موقع ستوديوهات كلا | CinecittaStudios
- الموقع الرسمي لريو | Rio نسخة محفوظة 11 يناير 2018 على موقع واي باك مشين.